# Koritnik (Breza)
Koritnik är en ort i Bosnien och Hercegovina.   Den ligger i entiteten Federationen Bosnien och Hercegovina, i den centrala delen av landet, 19 km norr om huvudstaden Sarajevo. Koritnik ligger 609 meter över havet och antalet invånare är 786.
Terrängen runt Koritnik är kuperad. Runt Koritnik är det ganska tätbefolkat, med 93 invånare per kvadratkilometer.. Närmaste större samhälle är Sarajevo, 19,0 km söder om Koritnik. 
I omgivningarna runt Koritnik växer i huvudsak lövfällande lövskog.